# Kými (Grèce)
Pour les articles homonymes, voir Cymé et Kymi.
Kými (grec moderne : Κύμη) est le nom d'une ville de l'île grecque d'Eubée, chef-lieu du dème homonyme. Dans les textes en français, la ville ancienne est parfois appelée Cumes ou Cymé ou désignée par sa forme latine Cumæ.

## Ville actuelle
Le bourg de Kymi est une jolie petite ville pittoresque, qui comprend de nombreuses maisons patriciennes en pierre taillée. Le bourg proprement dit se trouve au sommet de la falaise, ce qui lui vaut le surnom de « balcon de l'Égée ». On y trouve plusieurs restaurants, cafés, supermarchés, banques, une poste et un cinéma plein air.
Sa population est de plus de 3 000 habitants. Elle augmente en été grâce aux nombreuses personnes qui reviennent des grandes villes telles qu'Athènes ou Thessalonique.
Le port, sur la mer Égée, sert aujourd'hui surtout aux liaisons entre le continent et l'île de Skyros. Naguère, il était assez actif car la région comportait plusieurs galeries d'extraction du lignite. Au XIXe siècle, la flotte de Kymi était l'une des plus importantes de Grèce. Il comporte quelques cafés, restaurants et hôtels.
La route qui relie le bourg au port comporte 52 virages en 4 kilomètres, et accueille une course de voitures.
Plusieurs villages aux alentours, eux aussi très pittoresques, sont réputés pour leurs cultures d'oliviers et de figuiers.

## Histoire
Le nom de la localité à l'époque moderne, Koumi (Κούμη) a été rapproché de celui d'une cité antique évoquée par Étienne de Byzance ; les historiens modernes ne s'accordent pas sur l'existence ou non d'une cité du nom de Kymé dans l'Antiquité. Aucun vestige antique n'ayant par ailleurs été retrouvé sur le site de la localité actuelle, les auteurs soutenant son existence ont proposé différents sites possibles : la colline de Kastri, au-dessus du village d'Ano Potamia, et celle de Viglatouri, près du bourg d'Oxylithos, où des vestiges datant de la Préhistoire et de l'Antiquité ont été découverts.
Si elle a réellement existé, Kymi aurait participé avec Chalcis et Érétrie au mouvement de colonisation des rivages de la Méditerranée pendant la période archaïque (VIIIe siècle av. J.-C.). Elle a donné son nom aux cités homonymes de Kymi en Éolie (près de Smyrne, aujourd'hui Izmir, en Turquie), et surtout de Cumes, près de Naples, en Italie.
Par la suite, son importance fut éclipsée par les autres cités d'Eubée, qui jouèrent elles-mêmes un rôle modeste à l'époque classique et ultérieurement.
On ignore si l'hypothétique cité antique comportait une ville au sens moderne du terme, ou était plutôt une fédération de villages, ou le nom d'une région sans capitale bien définie.  
D'autres sites, dont les vestiges aujourd'hui visibles datent plutôt du Moyen Âge, pourraient correspondre à la localisation de sites antiques. Tel est notamment le cas du Korakokastro, près du monastère de la Transfiguration, ou du site de Dragonara, près du village de Vrysi.
Dans la seconde moitié du XIXe siècle et la première moitié du XXe, la région de Kymi a été un centre assez important d'exploitation du lignite, destiné surtout au combustible pour la marine militaire.

## Culture
Depuis 1981 un musée folklorique présente les coutumes de l'île et l'histoire de la ville.
Le voyageur peut visiter les églises de Panagia Liaoutsanissa, avec son pupitre en marbre et ses icônes, et les monastères de la Métamorphose (Transfiguration) du Sauveur, sur le cap de Kymi, et de Mantzari, près d'Oxylithos.
La région abonde en petites églises, parfois très anciennes, datant de l'époque byzantine.
La ville est fière de posséder la maison natale du Dr. George Papanicolaou (Γεώργιος Ν. Παπανικολάου), célèbre  anatomo-pathologiste qui mit au point le « test Pap », moyen de détection du cancer du col de l'utérus.
Kymi a également vu naître l'écrivain Vassilis Loulis, qui, dans une langue très dépouillée, raconte ses souvenirs d'écolier pauvre ou de matelot dans la marine marchande (Lysikomos Ekavi, traduit en français par l'écrivain Claire Sainte-Soline sous le titre Hécube échevelé (Grasset, 1961), Ta parasima (les Décorations)).